# International K & KB series
International K & KB series — это грузовики, произведенные компанией International Harvester, первым из которых был K, представленный в середине 1940 года. Всего было 42 модели, 142 варианта длины колесной базы и грузоподъемность от 1/2 тонны до 90 000 фунтов. Они наиболее известны своей долговечностью, довоенным дизайном в послевоенное время и низкой ценой. Преемник K, KB, был представлен в 1947 году с характерным отличием в виде расширенной нижней решетки, напоминающей «крылья». С 1947 по 1949 год было продано 122 000 грузовиков КБ-1 и КБ-2. Впоследствии серия KB была заменена серией L.